# صالح خان
صالح خان یک منطقهٔ مسکونی در ایران است که در دهستان دوست‌محمد واقع شده‌است. صالح خان ۱۹۵ نفر جمعیت دارد.